# Мартино, Франческо
Франческо Мартино (итал. Francesco Martino; 14 июля 1900, Бари — 10 октября 1965, Бари) — итальянский спортивный гимнаст. Двукратный олимпийский чемпион 1924 года.

## Биография
Франческо Мартино родился 14 июля 1900 года в итальянском городе Бари.
Начал заниматься гимнастикой в 9-летнем возрасте вместе со старшими братьями Анджело и Раффаэле.
Выступал в соревнованиях за «Анджулли». В 1915 году стал чемпионом Апулии в многоборье.
В 1917—1920 годах служил добровольцем на итальянском флоте. Участвовал в разминировании пролива Дарданеллы и Чёрного моря, за что был награждён знаком «За боевые заслуги».
После того как вернулся в Бари, снова стал заниматься гимнастикой. В 1921—1922 годах становился чемпионом Бари в многоборье среди военных.
В 1924 году вошёл в состав сборной Италии на летних Олимпийских играх в Париже. В командном многоборье сборная Италии, за которую также выступали Фердинандо Мандрини, Марио Лертора, Витторио Луккетти, Луиджи Камбьязо, Джузеппе Парис, Джорджо Дзампори и Луиджи Майокко, завоевали золотую медаль, набрав 839,058 балла. Также выиграл золото в упражнениях на кольцах (21,553). В личном многоборье занял 16-е место, набрав 101,529 балла и уступив 8,811 балла завоевавшему золото Леону Штукелю из Югославии. Кроме того, занял 11-е место в упражнениях на перекладине, 13-е — в лазании по канату, 15-е — на брусьях, 28-е — на коне, 44-е — на стоящем поперёк коне, 57-е — в опорном прыжке.
Вскоре после Олимпиады завершил выступления. 
Работал на водопроводной станции Апулии.
Был награждён золотой медалью Национального олимпийского комитета Италии.
Умер 10 октября 1965 года в Бари.

## Память
Улица и гимнастический зал в Бари названы именем Франческо Мартино.